# Sumbari
Sumbari is een bestuurslaag in het regentschap Dairi van de provincie Noord-Sumatra, Indonesië. Sumbari telt 691 inwoners (volkstelling 2010).